# 得物
得物，原名「毒」，是中華人民共和國上海市上海识装信息科技有限公司推出的一個電商手機應用。第三方商家和個人可以入駐得物平台與其他用戶進行交易。 

## 历史
成立於2015年，原名「毒」，最初為運動鞋資訊應用。2017年引入交易功能。截至2019年8月，毒App注册用户超過1亿，日活跃用户為800万，全年銷售額為60亿至70亿元人民幣。2020年1月1日，「毒」更名為「得物」。截至2020年，得物手機應用上的消费者數量超過1億。

## 爭議
得物自稱商家在銷售前，需經過得物平台檢驗真偽再發貨，但實際上有消費者購買的商品出現品質問題，且有人在得物買到假冒偽劣產品。

## 外部連結
- 官方网站